# Fischereischein

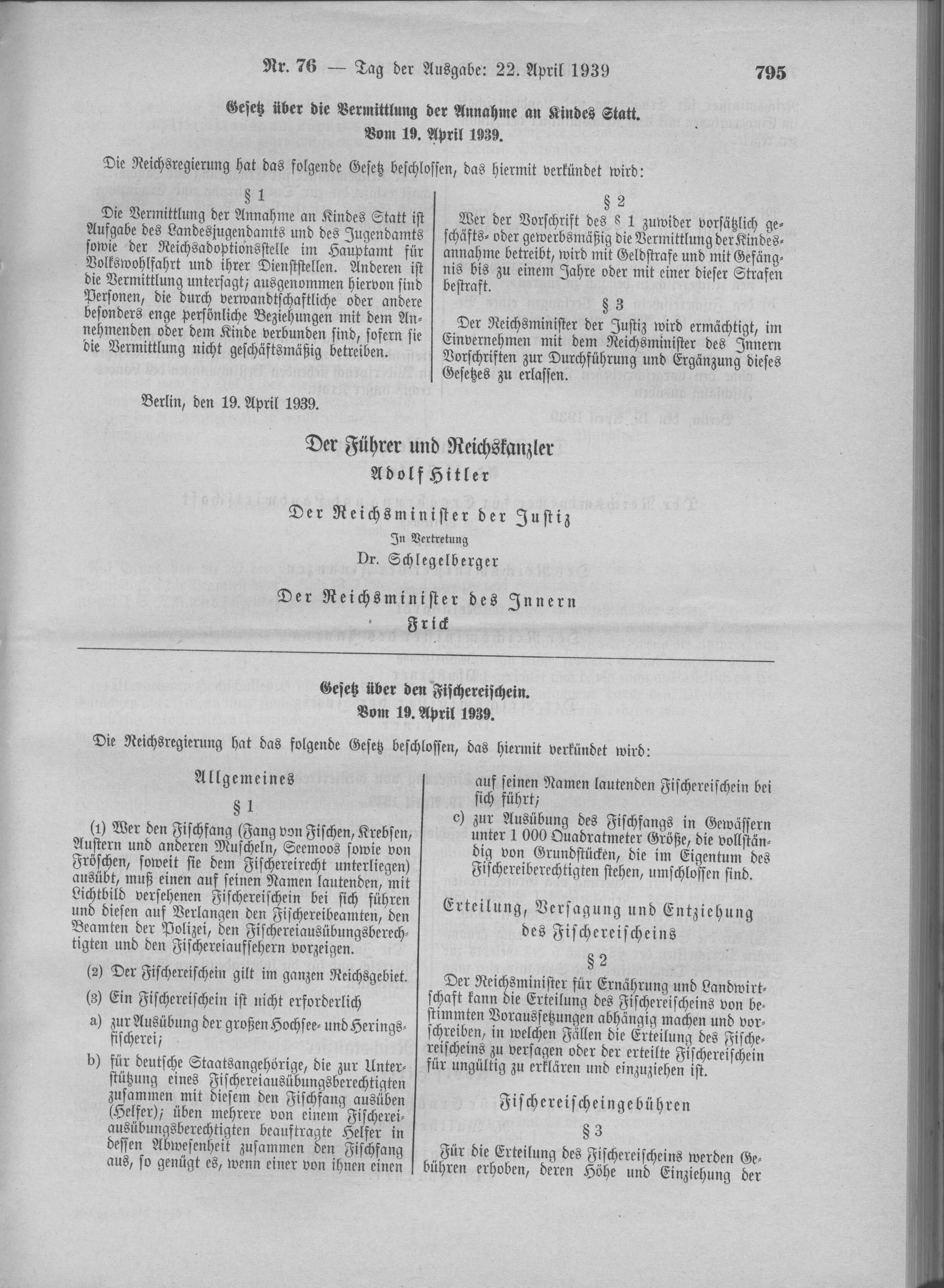
Gesetz über den Fischereischein vom 19. April 1939 (Deutsches Reich)

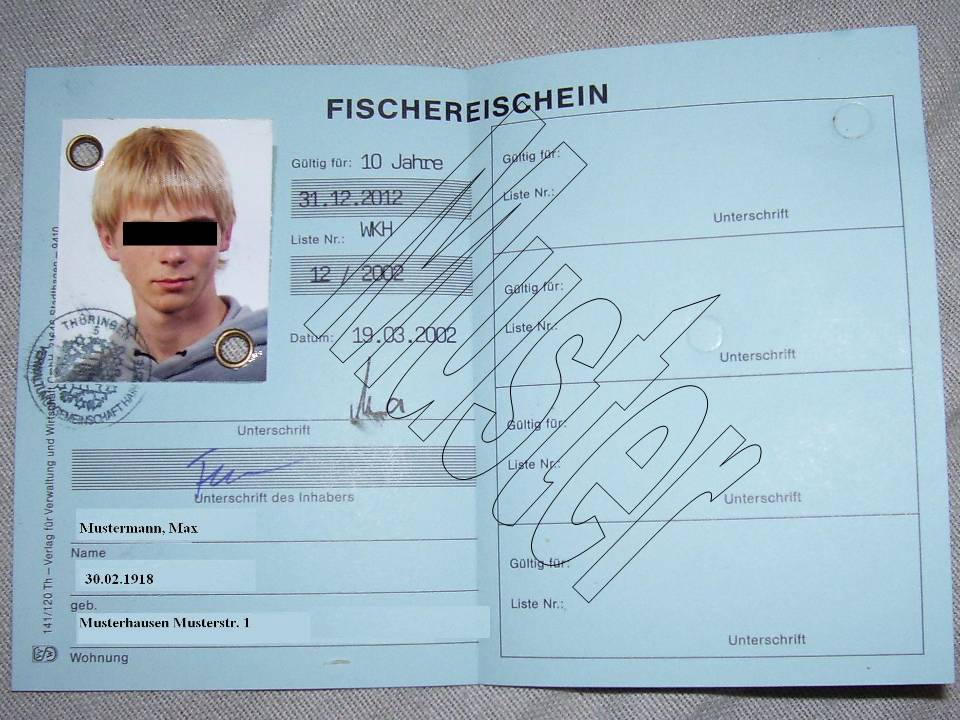
Ein thüringischer Fischereischein

Der Fischereischein, in der Schweiz Fischerpatent, in Österreich Fischerkarte (oder Fischereikarte, Fischerausweis), umgangssprachlich auch Angelschein, ist ein aufgrund öffentlich-rechtlicher Vorschriften (Fischereirecht, Tierschutzrecht) erforderlicher Nachweis der persönlichen Sachkunde, von dem viele Rechtsordnungen die Durchführung des Angelns oder (beruflichen) Fischens abhängig machen und der üblicherweise mit einer bestandenen Fischerprüfung erbracht wird. Oftmals sind Personenkreise mit anderweitig, zum Beispiel durch eine entsprechende Berufs- oder Hochschulausbildung belegter Sachkunde von der Fischerprüfung ausgenommen.
Falls man nicht selbst Inhaber eines Fischereirechtes ist, ist eine weitere rechtliche Voraussetzung zum Fischen der Gewässerschein (Fischereilizenz, Fischerlaubnis, Fischereierlaubnisschein). Hierbei handelt es sich um die privatrechtliche Genehmigung, an einem Gewässer zu fischen, die vom Inhaber des Fischereirechtes für dieses Gewässer ausgestellt wird. Fischereischein und Fischereierlaubnisschein sind somit zwei verschiedene Dokumente, die beide beim Angeln vorliegen und kontrollberechtigten Personen vorgezeigt werden müssen.

## Deutschland
Die Regelung von Voraussetzungen und Verfahren fällt in die Zuständigkeit der Bundesländer, kann also unterschiedlich sein. Die Fischerprüfung kann je nach Bundesland bei der unteren Fischereibehörde oder dem Landessportfischerverband abgelegt werden.
Nach bestandener Fischereiprüfung wird der Fischereischein dann von der zuständigen Gemeinde ausgestellt. Davon abweichend werden Fischereischeine in Hamburg vom Verbraucherschutzamt des zuständigen Bezirksamtes sowie von den meisten Kundenzentren (Einwohnerdienststellen) der Bezirksämter, in Berlin vom Fischereiamt sowie in Sachsen vom Landesamt für Umwelt, Landwirtschaft und Geologie ausgestellt.
2002 gab es 1,47 Mio. Fischereischeininhaber in Deutschland.

### Landesrechtliche Besonderheiten
Einzelne Bundesländer (z. B. Mecklenburg-Vorpommern, Brandenburg, Schleswig-Holstein) haben als Zugeständnis an den Tourismus Touristenfischereischeine als Ausnahmegenehmigungen eingeführt, die Angeln ohne vorherige Fischerprüfung mit bestimmten Einschränkungen ermöglichen. So können beispielsweise – auch von Einheimischen – zeitlich begrenzte Touristenfischereischeine gegen eine Gebühr erworben werden. Teilweise ist das Angeln auf Friedfische beschränkt. Kritik des Bundesverbraucherministeriums und der Verbände an diesem Vorgehen blieb bislang ohne Folgen, obwohl nun Fische, und damit Wirbeltiere, auch von Personen ohne nachgewiesene Sachkunde getötet werden dürfen.
An Grenzgewässern zu Luxemburg (Mosel, Sauer, Our) gibt es weiterhin die Möglichkeit, ohne Ablegen einer Fischerprüfung zu angeln.
In den Bundesländern Baden-Württemberg, Sachsen und Schleswig-Holstein gibt es ferner Ausnahmeregelungen für das Angeln an bewirtschafteten Anlagen, welche ein Angeln ohne Fischereischein ermöglichen. Dabei muss der Anlagenbetreiber über eine Aufsichtsperson die Beachtung des Tierschutzes gewährleisten.
Das Land Niedersachsen schreibt im Fischereigesetz keine Fischereischeinpflicht (oder andere Dokumente außer dem Personalausweis) für die Ausübung einer Angeltätigkeit vor. In den freien (nicht verpachteten) Gewässern Niedersachsens (Küste und Seeschifffahrtsstraßen wie die Elbe bis Hamburg) kann somit jeder scheinfrei angeln. Bei verpachteten Gewässern muss lediglich ein Fischereierlaubnisschein für das oder die Gewässer nachgewiesen werden.
In Bremen ist es volljährigen Einwohnern der Stadt möglich, bei der Behörde einen Stockangelschein ohne Prüfung zu erhalten, der jedoch nur zum Angeln
- in der Weser innerhalb der Bremer Landesgrenzen,
- in der kleinen Weser,
- in der Lesum flussaufwärts bis zur Burger Straßenbrücke
- sowie im tideabhängigen Teil der Geeste

berechtigt. Gewässerkarten für andere Gewässer können damit nicht erteilt werden.

## Österreich
In Österreich gibt es die eigentliche Fischerkarte und die Fischergastkarte, auf Landesebene unterschiedlich geregelt.
Für die Fischerkarte (in Kärnten: Jahresfischerkarte, in Tirol: Namenskarte, in Vorarlberg: Fischerausweis), die eine dauerhaftere Ausübung gewährleistet, wird üblicherweise für ein Jahr ausgestellt. Es sind die rechtlichen, theoretischen und praktischen Kenntnisse nachzuweisen (fischereiliche Eignung). Dies erfolgt entweder über die berufliche Ausbildung, oder eine Unterweisung. Diese Unterweisung findet meist in Form einer Prüfung (schriftliche Fischer[ei]prüfung, in Kärnten nur Unterweisung mit Bestätigung) durch die Landesfischereiverbände statt, in Wien durch den Wiener Fischereiausschuss, in Tirol durch die örtlichen Fischereirevierausschüsse (Unterweisung mit Bestätigung); nur im Burgenland ist kein Eignungsnachweis notwendig. Die Eignungsnachweise werden durchwegs in den anderen Bundesländern anerkannt. Diese Unterweisung ist meist unnötig, wenn man schon innerhalb gewisser Fristen vorher eine Fischerkarte besessen hat (etwa dreimal innerhalb von zehn Jahren in Kärnten).
 Jugendliche, die prinzipiell von einer qualifizierten Aufsichtsperson begleitet werden müssen, brauchen unter einem gewissen Alter keine Fischereikarte (zwischen 10 und 14 Jahre, je nach Bundesland). Berufsfischer und deren Gehilfen benötigen zur Ausübung des Fischfangs im betreffenden Fischereirevier durchwegs ebenfalls keine Fischereikarte.
 In Vorarlberg ist innerhalb einer Zwei-Wochen-Frist lediglich die schriftliche Erlaubnis des Bewirtschafters des Fischereireviers notwendig. Die Ausweise werden teils durch die Fischereiverbände direkt ausgestellt, in einigen Ländern aber durch die Bezirksverwaltung (Bezirkshauptmannschaften oder Magistrate).
Die Fischergastkarte (in Tirol: Gastkarte) wird vom Fischereiausübungsberechtigten an Fischergäste weitergegeben. Sie gilt je nach Land tageweise (z. B. Salzburg), meist ein- oder mehrwochenweise, bis jahresweise (z. B. Tirol); in Vorarlberg entfällt die Gastkarte aufgrund der Zwei-Wochen-Frist. Der Gast muss die Eignung im Allgemeinen ebenfalls vorweisen können.

## Länder ohne Fischereischeinpflicht
In der Mehrzahl der europäischen Nachbarstaaten ist der Besitz eines Fischereischeins zum Angeln nicht notwendig. Zeitlich befristete Angellizenzen werden dort in der Regel ohne vorherige Prüfung bei Gemeindeverwaltungen, Postämtern, Tankstellen oder Tabakgeschäften verkauft. In Dänemark kann man sie seit Oktober 2011 per Handy kaufen; via GPS kann man zudem sehen, ob man in einer erlaubten Zone angelt.

## Jugendfischereischein
Jugendfischereischeine werden an Kinder zwischen dem vollendeten 10. Lebensjahr bis zum 16. Lebensjahr ohne Nachweis einer Fischereiprüfung ausgegeben. Sie berechtigen zum Fischen in Begleitung einer volljährigen Person mit Fischereischein (§ 28 Ziff. 1 Hessisches Fischereigesetz).
In Bayern wird der Jugendfischereischein bis zum vollendeten 18. Lebensjahr ausgestellt.